# Mara Zampieri

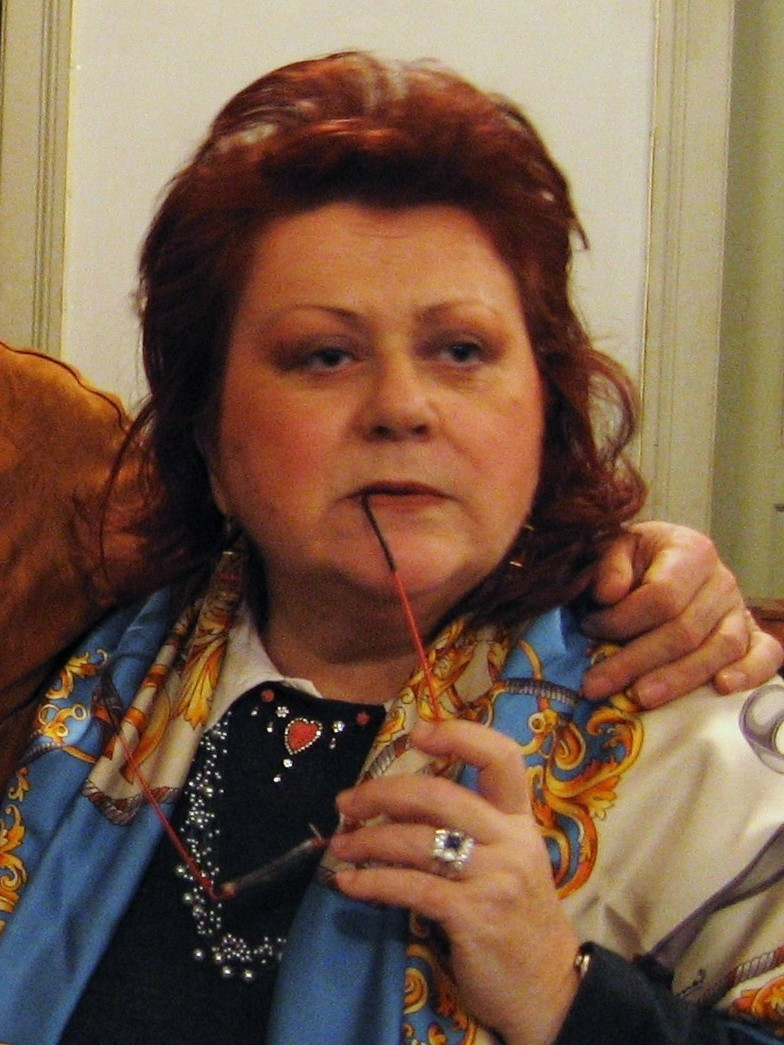
Mara Zampieri, vor 2011

Mara Zampieri (* 30. Januar 1951 in Padua) ist eine italienische Opern- und Konzertsängerin (Sopran).

## Leben
Mara Zampieri studierte am Konservatorium ihrer Heimatstadt Padua. Nach dem Gewinn des Gesangswettbewerbs in Pavia, des „Corale Verdi Wettbewerbs“ 1974 in Parma und des Wettbewerbs „Beniamino Gigli“ in Macerata, gab sie ihr Operndebüt in Leoncavallos Pagliacci in Pavia. Weitere Engagements führten sie an mehrere italienische Opernhäuser. An der Mailänder Scala debütierte sie in der Spielzeit 1977/1978 in I masnadieri. Weitere Rollen folgten dort in Verdi-Opern. Die Produktion von Verdis Ein Maskenball unter Claudio Abbado, in der sie die Partie der Amelia sang, wurde im Fernsehen übertragen.
Ihr Repertoire umfasste anfangs vor allem die großen Sopranpartien der italienischen Opern, die sie an allen bedeutenden Häusern und Festspielen Europas und Lateinamerikas sang.  Sie gab u. a. die Aida und die Norma in der Arena von Verona, die Tosca am Covent Garden. An der Wiener Staatsoper debütierte sie 1979 an der Seite von Plácido Domingo. Nach Erweiterung ihrer Repertoires sang sie dort 1991 als erste italienische Sängerin die Titelpartie in Richard Strauss’ Salome.
1994 gab sie ihren ersten Liederabend in München. Seitdem widmete sie sich neben der Opernbühne zunehmend auch dem Lied- und Konzertgesang. 2013 sang sie an der Scala die kleine Rolle der Annina in La traviata.
In Fellinis Film E la nave va (Schiff der Träume) lieh sie der Primadonna ihre Singstimme.

## Ehrungen
- „Medaglia d'oro della Croce Rossa Italiana“
- „La Madalha de Mérito Cultura de Portugal“
- 1988 Kammersängerin der Wiener Staatsoper
- 1997 Ehrenmitglied der Wiener Staatsoper

## Diskografie (Auswahl)
- Mercadante: Il giuramento, unter Gerd Albrecht
- Puccini: Manon Lescaut, unter Giuseppe Sinopoli
- Puccini: La fanciulla del West, unter Lorin Maazel
- Verdi: Un ballo in maschera, unter Claudio Abbado
- Verdi: Macbeth, Lady Macbeth, unter Giuseppe Sinopoli